# 史考特·安格爾
史考特·安格爾（英語：Scott Angelle，1961年11月20日—）是美国路易斯安那州的一位共和黨籍的政治家。2010年，他曾經擔任路易斯安那州的副州長。2016年，他參加路易斯安那州第3國會選區的美國眾議院議員選舉。